# Trixa pyrenaica
Trixa pyrenaica är en tvåvingeart som beskrevs av Villeneuve 1928. Trixa pyrenaica ingår i släktet Trixa och familjen parasitflugor. Inga underarter finns listade i Catalogue of Life.